# El gesticulador
El gesticulador es la principal obra del dramaturgo mexicano Rodolfo Usigli, escrita en 1938. Trata de una persona que toma la personalidad de un excombatiente ficticio de la Revolución Mexicana y critica a los políticos de aquel tiempo. Esa fue la razón por la que esta obra fue prohibida poco después de su primera presentación en mayo de 1947. Esa primera función contó con la dirección de Alfredo Gómez de la Vega, junto a María Douglas, Carmen Montejo y Rodolfo Landa, con la escenografía de Antonio Ruiz, Agustín Lazo y Xavier Villaurrutia.

## Contexto histórico
La Revolución mexicana fue un conflicto armado que se inició en México el 20 de noviembre de 1910. Sus antecedentes se remontan a la situación de México bajo la dictadura conocida como el Porfiriato, nombre atribuido al período en que Porfirio Díaz ejerció el poder en el país de manera dictatorial desde 1876 hasta 1911. Durante esos 35 años, México experimentó un notable crecimiento económico y tuvo estabilidad política, pero estos logros se alcanzaron con altos costos económicos y sociales, que pagaron los estratos menos favorecidos de la sociedad y la oposición política al régimen de Díaz. Durante la primera década del siglo XX estallaron varias crisis en diversas esferas de la vida nacional, que reflejaban el creciente descontento de algunos sectores con el porfiriato.
Cuando Díaz aseguró en una entrevista que se retiraría al finalizar su mandato sin buscar la reelección, la situación política comenzó a agitarse. La oposición al Gobierno cobró relevancia ante la postura manifestada por Díaz. En ese contexto, Francisco I. Madero realizó diversas giras en el país con miras a formar un partido político que eligiera a sus candidatos en una asamblea nacional y compitiera en las elecciones. Díaz lanzó una nueva candidatura a la presidencia y Madero fue arrestado en San Luis Potosí por sedición. Durante su estancia en la cárcel se llevaron a cabo las elecciones que dieron el triunfo a Díaz.
Madero logró escapar de la prisión estatal y huyó a los Estados Unidos. Desde San Antonio (Texas), el 20 de noviembre de 1910, proclamó el Plan de San Luis, que llamaba a tomar las armas contra el Gobierno de Díaz. El conflicto armado se inició en el norte del país y posteriormente se expandió a otras partes del territorio nacional. Una vez que los sublevados ocuparon Ciudad Juárez (Chihuahua), Porfirio Díaz presentó su renuncia y se exilió en Francia.
En 1911 se realizaron nuevas elecciones en las que resultó elegido Madero. Desde el comienzo de su mandato tuvo diferencias con otros líderes revolucionarios, que provocaron el levantamiento de Emiliano Zapata y Pascual Orozco contra el Gobierno maderista. En 1913 un movimiento contrarrevolucionario, encabezado por Félix Díaz, Bernardo Reyes y Victoriano Huerta, dio un golpe de Estado. El levantamiento militar, conocido como Decena Trágica, terminó con el asesinato de Madero, su hermano Gustavo y el vicepresidente Pino Suárez. Huerta asumió la presidencia, lo que ocasionó la reacción de varios jefes revolucionarios como Venustiano Carranza y Francisco Pancho Villa. Tras poco más de un año de lucha, y después de la ocupación estadounidense de Veracruz, Huerta renunció a la presidencia y huyó del país.
A partir de ese suceso se profundizaron las diferencias entre las facciones que habían luchado contra Huerta, lo que desencadenó nuevos conflictos. Carranza, jefe de la Revolución de acuerdo con el Plan de Guadalupe, convocó a todas las fuerzas a la Convención de Aguascalientes para nombrar un líder único. En esa reunión Eulalio Gutiérrez fue designado presidente del país, pero las hostilidades reiniciaron cuando Carranza desconoció el acuerdo. Después de derrotar a la Convención, los constitucionalistas pudieron iniciar trabajos para la redacción de una nueva Constitución y llevar a Carranza a la presidencia en 1917. La lucha entre facciones estaba lejos de concluir. En el reacomodo de las fuerzas fueron asesinados los principales jefes revolucionarios: Zapata en 1919, Carranza en 1920, Villa en 1923, y Obregón en 1928.
Actualmente no existe un consenso sobre cuándo terminó el proceso revolucionario. Algunas fuentes lo sitúan en 1917, con la proclamación de la Constitución mexicana, algunas otras en 1920 con la presidencia de Adolfo de la Huerta o en 1924 con la de Plutarco Elías Calles. Incluso hay algunas que aseguran que el proceso se extendió hasta los años 1940.
Los eventos de la obra concurren durante los años posteriores a la Revolución. El partido oficial ya está al mando, y la corrupción y el tráfico de influencias siguen vigentes. Los conflictos sociales y familiares siguen existiendo. Hijos sin estudios, maridos sin aspiraciones y mujeres que no siguen a sus maridos. Esto muestra lo destruido que la Revolución ha dejado a México.
En la obra, muchos personajes se dejan comprar por otros, recurren a la corrupción, y cambian de bando múltiples veces. La Revolución ciertamente ha afectado a la sociedad. No es posible que un hombre de clase trabajadora logre subir de estatus social. Y las figuras políticas más grandes, que lograron alcanzar el poder diciendo que iban a ayudar a los pobres, parecen haber olvidado a estos últimos. También parecen haber olvidado que ellos fueron a su vez pobres en el pasado. Pero el poder tiene la capacidad de corromper al hombre, y estos líderes mexicanos han caído en la tentación.

## La Identidad: Importancia y personajes afectados
En la obra El Gesticulador la identidad es una creación cambiante y débil, basada principalmente en la imagen y la visión social sobre esta.
El principal conflicto de identidad es el de César Rubio, un profesor de historia, humilde, de clase baja que se hace pasar por el difunto, revolucionario y heroico César Rubio. A tal punto extrema esta farsa que hasta él mismo termina creyéndosela. Esto es conocido como desdoblamiento del personaje, una progresión en la que la persona pierde su identidad original para convertirse en el reflejo de su doble. 
Esto se puede ver cuando César dice "es que ya no hay mentira [...] ya me he vuelto verdadero, cierto, ¿entiendes? Ahora siento como si fuera otro.”
Sus palabras nos muestran qué tan poco vale la identidad, qué tan fácil se puede cambiar, como si fuese una máscara. Que uno es lo que piensa que es, no quién es realmente. Que la identidad es un presente, no quién era en el pasado, la identidad es la imagen de cómo uno se muestra, y cómo la sociedad los ve.
Esto se puede ver en una conversación de César con Elena casi al final de la obra: “Es mi oportunidad y debo aprovecharla. Julia parecerá bonita…, ya ahora lo parece, cuando me mira”. No solo la identidad de César cambia, sino que la de Julia cambia con la de  él. Julia actúa como un espejo de su padre, cuando él es pobre y desdichado ella es fea, y cuando él se convierte en una persona “honrada” y con poder ella empieza a ser linda.La frase también nos hace pensar que la belleza de la persona es superficial, no se mide por su persona sino por su imagen, por su poder y su rango sociaL. Esto no le pasa solo a ellos dos, sino a la sociedad. Hasta el mismo pueblo empieza a valorarse más al tener a su héroe, César Rubio, de vuelta. 
La identidad es un tema repetitivo y presente en casi todos los personajes de la obra. ¿Qué tan importante es?
Lo único que hace César  es restarle importancia cuando habla de ella con Navarro “todos usan ideas que no son suyas“ , un color por fuera y otro por dentro. Es una cosa del país”. No se siente culpable por su cambio de identidad, por robársela al original César Rubio. Por el contrario siente hasta derecho de hacerlo, como todo el país y su gente lo ha hecho a lo largo de la historia. La falsa identidad ya no es una novedad, sino una costumbre.
Aunque esta falsedad, está identidad está arraigada en la gente tratada como algo normal, no se puede dejar de lado las consecuencias negativas que tiene en la gente y sus relaciones.Tan fuerte que hasta puede llegar a destruir una, como la de César y su hijo Miguel. Esto se puede ver cuando Miguel le dice a su mamá, Elena, “si triunfa, cuando regrese yo empezaré a dejar de vivir.”. Miguel no puede tolerar que su padre no sea el mismo, tan fuerte es su importancia que afecta su propia vida. No podría vivir sabiendo que su padre es un impostor. Miguel es uno de los personajes que se ve reflejado con la verdad y ser uno mismo durante la obra ya que la reclama, pero a la vez es hipócrita ya que cuando sale a la luz lo de su padre sigue ocultando la mentira. Miguel genera una contradicción entre lo que dice y hace en la obra. 
Como conclusión, el tema de la identidad es sumamente importante en la obra, ya que crea un juego de ambigüedad sobre la verdadera identidad de César  y una pelea interna dentro de los protagonistas, a la vez que arruina, o hasta destruye, sus relaciones.

Cuando El Gesticulador fue publicado en 1947, fue censurado inmediatamente por el gobierno mexicano.

## César Rubio vs Oliver Bolton
Oliver Bolton es un profesor de Historia estadounidense, graduado en la Universidad de Harvard. Llega a México con el propósito de investigar acerca de la revolución del país, y sus principales líderes. Tras un incidente con el vehículo, llega a la casa de la familia Rubio, quienes le ofrecen estadía.
Tras su conversación con César Rubio, se da a conocer que ambos comparten una pasión por la historia, principalmente por la Revolución mexicana. A pesar de esto, se advierte un claro contraste entre sus clases sociales. Mientras que el estadounidense pertenece a una la clase alta y logra que Harvard le financie la investigación, César es un profesor mediocre desempleado que solía recibir el salario mínimo. Sin embargo, este último es de gran ayuda para el extranjero, ya que tiene información clave para la investigación de Bolton. 
Estos hechos resaltan sus diferentes personalidades. El amor por la historia de Oliver lo inspira a ir en busca de la verdad, y descubrir los pormenores de un hecho de suma importancia que afectó a todo un país. En cambio, César Rubio se introduce en la política tras un juego de mentiras. Utiliza engaños para poder suprimir su fracaso profesional, adoptando una nueva identidad, sin importar el efecto que esto podría generar. 
A su vez, César no cuenta con el apoyo de su familia, en especial sus hijos, quienes no aprobaban la mudanza causada por su fracaso. Miguel es el mayor crítico, y enfatiza constantemente sus defectos, al ser un gran defensor de la verdad. “Quiero vivir la verdad porque estoy harto de apariencias,”  reclama. 
Oliver llega en un momento oportuno, en el medio de todas las críticas hacia el fracaso de César Rubio. La situación resulta poco verosímil, ya que parece una puesta en escena más que una casualidad. Se presenta una cierta ironía en el momento que Oliver sufre un inconveniente con el auto justo en frente de la casa de los Rubio, que, oportunamente, se encuentra alejada de toda civilización. Esto resalta las grandes diferencias entre ambos personajes, ya que Oliver es el polo opuesto del protagonista. Enfatiza todas las carencias del profesor representando una imagen viva de todo aquello que él pudo haber sido. 
Así, mediante la comparación de ambos personajes, el autor crea una atmósfera de fracaso, de la que César deseaba escapar a toda costa. Como consecuencia, al encontrar la oportunidad, toma la identidad del famoso general César Rubio. Elige el atajo al éxito, deja atrás sus errores pero perdiendo su dignidad y honestidad en el camino.

## Políticos en la obra
Estrella: Es el representante del Partido Revolucionario de la Nación. Sus intenciones al ir a hablar con César son conseguir una prueba que comprobara su identidad como General. Le pide los papeles como prueba, a lo que el profesor se niega y afirma haberlos entregado a Bolton. Pregunta en forma de prueba datos sobre el nacimiento, fecha y lugar de Rubio. El profesor sabe perfectamente estos datos, y al coincidir con los verdaderos del general, no genera dudas en Estrella.

Guzmán: Conoce a César Rubio, el general, en su juventud. Aunque no recuerda su figura perfectamente, al ver a César Rubio recuerda sus facciones y piensa que es él. Es el primero en caer en la trampa del profesor Rubio, y cree su mentira. Considera que, ya que su padre peleó con el general y el profesor aparenta conocerlo, las pruebas no eran necesarias para comprobar su identidad.

Garza: Es otro diputado local que, junto con Guzmán, es de los que más confía en que el profesor fuera el General Rubio. Por más que el resto de los diputados desconfía de la verdadera identidad de César, este se mantiene fiel a sus pensamientos, aunque se ve muy influenciado por lo que piensan y dicen los demás. 

Treviño: Debido a que el tío de este político estaba a las órdenes del general Rubio, Treviño necesita pruebas para creer que el profesor es quien dice. Entonces, durante toda la obra, no piensa que César Rubio haya sido el profesor, hasta el final de la obra donde cambia de parecer, convencido por el profesor.                                                                                
Salinas: Es un diputado local que no cree la mentira del profesor Rubio. Sabe que el general falleció, y piensa que si el profesor no le ofrece ninguna prueba, todo es una farsa. Para comprobar su identidad decide buscar a un anciano amigo del general para que lo reconozca. A pesar de que el anciano reconoció al profesor como el General Rubio, Salinas no estaba completamente convencido. 

## Estructura
Elementos de suspenso: Las "novelas de misterio" pueden ser historias de detectives en las cuales el énfasis se encuentra en el caso o elemento de suspenso y su solución lógica. El suspenso es quizá el modo más efectivo de generar tensión dramática y se sustenta en la posibilidad de que la vida del protagonista corra un peligro real.
- El primer elemento es la sospecha inicial de Bolton de que el profesor es en realidad César Rubio. En esa charla, también hay una creación de la intriga: antes de que César Rubio asuma la identidad del general revolucionario, el lector va preguntándose si realmente está dispuesto a hacerse pasar por él. Hay dudas, silencios, etc.
- Luego el hecho de que las autoridades crean ciegamente en la identidad de César. Acá hay matices. Alguno cree ciegamente; otros desconfían, van cambiando su opinión, etc.
- Otro elemento es la amenaza de Navarro hacia César.
- Además, el momento en el que  César se da cuenta del poder que podría llegar con la confianza ciega de las autoridades.
- Por último, cuando Elena cuestiona la decisión de César de adoptar otra identidad, entonces la audiencia percibe tensión entre ellos.

Climax: Es el momento en el cual una trama, una obra, alcanza su punto más álgido, de más alta tensión; generalmente, se sitúa en el desenlace de la obra en cuestión, aunque esto no resulta ser siempre así ya que puede darse en el medio de la narración, para luego presentar las consecuencias que el clímax ha originado en cada uno de los personajes.
La discusión entre Navarro y el profesor César Rubio, en el cual la audiencia conoce los hechos en más detalle y puede determinar la identidad de César y el porqué de sus acciones.
Resolución:
- El conflicto se resuelve cuando se da a conocer explícitamente por César que no es quien dice ser y que robó esa identidad para obtener poder.
- El protagonista logra un cambio cuando su ambición le gana a su dignidad y en parte por ello,es asesinado. Cree más en la identidad que adoptó que en la suya.
- Finalmente, Miguel descubre la verdad pero no puede divulgarla porque por causas sociales, nadie va a creerle.